# Tribe Nine
Tribe Nine (トライブナイン?) es una franquicia multimedia japonesa creada por Kazutaka Kodaka. Consistirá en un videojuego desarrollado por Too Kyo Games y publicado por Akatsuki y una serie de anime producida por Liden Films, que se estrenó el 10 de enero de 2022. También se anunció un webtoon.

## Personajes
Haru Shirokane (白金ハル Shirokane Haru?)
 Seiyū: Shun Horie
Shun Kamiya (神谷瞬 Kamiya Shun?)
 Seiyū: Akira Ishida
Taiga (タイガ Taiga?)
 Seiyū: Chiharu Sawashiro
Saori Arisugawa (有栖川さおり Arisugawa Saori?)
 Seiyū: Mai Fuchigami
Santarō Mita (三田三太郎 Mita Santarō?)
 Seiyū: Mutsumi Tamura
Manami Daimon (大門愛海 Daimon Manami?)
 Seiyū: Fukushi Ochiai
Kazuki Aoyama (青山カズキ Aoyama Kazuki?)
 Seiyū: Shōya Chiba
Tenshin Ōtori (鳳天心 Ōtori Tenshin?)
 Seiyū: Hiroshi Naka
Ōjirō Ōtori (鳳王次郎 Ōtori Ōjirō?)
 Seiyū: Junichi Suwabe
Yui Kamiki (神木結衣 Kamiki Yui?)
 Seiyū: Mikako Komatsu
Hyakutarō Senju (千住百太郎 Senju Hyakutarō?)
 Seiyū: Kentarō Kumagai
Rankichi Umeda (梅田蘭吉 Umeda Rankichi?)
 Seiyū: Toshiki Masuda
Tatsuto Tatsunuma (辰沼龍斗 Tatsunuma Tatsuto?)
 Seiyū: Shunsuke Takeuchi
Yajirobe Ueno (上野弥次郎兵衛 Ueno Yajirobe?)
 Seiyū: Yūichi Nakamura (actor nacido en 1980)
Hanafuda Sakura (桜花札 Sakura Hanafuda?)
 Seiyū: Daisuke Ono
Fucho Sonoda (園田不兆 Sonoda Fuchō?)
 Seiyū: Junta Terashima
Enoki Yukigaya (雪谷えのき Yukigaya Enoki?)
 Seiyū: Reina Kondō
Kiyoshiro Haneda (羽田清死郎 Haneda Kiyoshirō?)
 Seiyū: Yukihiro Nozuyama
Roku Saigo (西郷ロク Saigō Roku?)
 Seiyū: Kenichirō Matsuda
Kai Asahikawa (旭川カイ Asahikawa Kai?)
 Seiyū: Gakuto Kajiwara
Yutaka Gotanda (五反田豊 Gotanda Yutaka?)
 Seiyū: Wataru Komada
Minami Oi (大井南 Ōi Minami?)
 Seiyū: Misato Murai
Eiji Todoroki (轟英二 Todoroki Eiji?)
 Seiyū: Kenshō Ono

## Contenido de la obra

### Videojuego
El videojuego se anunció por primera vez en febrero de 2020, con el desarrollo de Too Kyo Games y la publicación de Akatsuki. Dos días después, se lanzó el primer tráiler. En septiembre de 2021, se reveló que el juego sería un juego ARPG en 3D para teléfonos inteligentes.

### Anime
En septiembre de 2021, se anunció una serie de televisión de anime para la franquicia. Está producida por Liden Films y dirigida por Yū Aoki, con Michiko Yokote escribiendo el guion, Rui Komatsuzaki y Simadoriru diseñando los personajes y Yosuke Yabumoto adaptando los diseños para la animación y Masafumi Takada componiendo la música. Se estrenó el 10 de enero de 2022 en Tokyo MX y otros canales. Miyavi interpreta el tema de apertura de la serie, titulado "Strike it Out", mientras que Void_Chords feat. LIO interpretan el tema de cierre de la serie, "Infocus". Funimation coprodujo la serie y la transmitió en su sitio web a nivel internacional. Tras la adquisición de Crunchyroll por parte de Sony, la serie se trasladó a Crunchyroll obteniendo la licencia de la serie fuera de Asia. Medialink obtuvo la licencia de la serie en el sudeste asiático, el sur de Asia y Oceanía, menos Australia y Nueva Zelanda.
El 26 de enero de 2022, Funimation anunció que la serie recibiría un doblaje en español, que se estrenó el 31 de enero de 2022.

#### Lista de episodios
| N.º | Título | Dirigido por                | Escrito por    | Guionizado por | Fecha de emisión original |
| --- | --- | --------------------------- | -------------- | -------------- | ------------------------- |
| 1   | «Se necesitan agallas» Transcripción: «Tamashī Kakete» (en japonés: 魂かけて)                                                        | Yūki Ikeda                  | Michiko Yokote | Yū Aoki        | 10 de enero de 2022       |
| 2   | «El destructor» Transcripción: «Kowashiya» (en japonés: 壊し屋)                                                                      | Yasushi Tomoda              | Michiko Yokote | Yū Aoki        | 17 de enero de 2022       |
| 3   | «Un verdadero enemigo» Transcripción: «Hontō no Teki» (en japonés: 本当の敵)                                                         | Tatsuji Yamazaki            | Michiko Yokote | Yū Aoki        | 24 de enero de 2022       |
| 4   | «Sin él...» Transcripción: «Aitsu ga Inakerya» (en japonés: アイツがいなけりゃ)                                                      | Tatsuya Shiraishi           | Michiko Yokote | Yū Aoki        | 31 de enero de 2022       |
| 5   | «Lo que quería ver» Transcripción: «Mitakatta Mono» (en japonés: 見たかったモノ)                                                     | Kōtarō Miyake               | Michiko Yokote | Yū Aoki        | 7 de febrero de 2022      |
| 6   | «El orgullo de un hombre» Transcripción: «Otoko no Iji» (en japonés: 男の意地)                                                       | Michiru Itabisashi          | Rintarō Ikeda  | Yū Aoki        | 14 de febrero de 2022     |
| 7   | «Torneo de todas las tribus» Transcripción: «Doki! Toraibu-darake no Ekkusu Bī Taikai» (en japonés: ドキッ!トライブだらけの XB 大会) | Yasushi Tomoda              | Rintarō Ikeda  | Yū Aoki        | 21 de febrero de 2022     |
| 8   | «Que empiece el caos» Transcripción: «Kaosu no Makuake» (en japonés: カオスの幕開け)                                                 | Hiroshi Kimura              | Rintarō Ikeda  | Yū Aoki        | 28 de febrero de 2022     |
| 9   | «Jonrón triunfal» Transcripción: «Gyakuten Sayonara» (en japonés: 逆転サヨナラ)                                                      | Tatsuya Shiraishi           | Rintarō Ikeda  | Yū Aoki        | 7 de marzo de 2022        |
| 10  | «Declaración de guerra» Transcripción: «Sensen Fukoku» (en japonés: 宣戦布告)                                                        | Kiyoshi MurayamaKana Kawana | Michiko Yokote | Yū Aoki        | 14 de marzo de 2022       |
| 11  | «Enfrentamiento con la tribu Chiyoda» Transcripción: «Kessen! Chiyoda Toraibu» (en japonés: 決戦！チヨダトライブ)                    | Hitomi Ezoe                 | Michiko Yokote | Yū Aoki        | 21 de marzo de 2022       |
| 12  | «PLAY BALL» | Yūki Ikeda                  | Michiko Yokote | Yū Aoki        | 28 de marzo de 2022       |

### Webtoon
En septiembre de 2021, se anunció una adaptación a webtoon de la franquicia.